# EPS
EPS是PostScript的一种延伸类型，是目前系統中功能最強的一種圖檔格式，向量及點陣圖皆可包容，向量圖形的EPS檔可以在Illustrator及CorelDraw中修改，也可再載入到Photoshop中做影像合成，可以在任何的作業平台及高解析度輸出設備上，輸出色彩精確的向量或點陣圖，是做分色印刷美工排版人員最愛使用的圖檔格式。
EPS格式的缺點是檔案通常相當大，而且除非使用PostScript印表機，否則只能印出低解析度的預視檔或根本印不出圖形。萬一真要在不支援PostScript的輸出設備上輸出EPS檔，唯一的方法是先使用RIP（Raster Image Processor）程式將其轉換成點陣圖格式，再列印。
PostScript：電腦要指揮印表機做事，就得說印表機懂得的語言，這類語言主要有PostScript及PCL（Printer Command Language）兩種。PostScript是Adobe公司所提出的一種列印語言，它是一種複雜的向量式印表機描述語言，所以需要在印表機上加裝昂貴的處理卡與字型，而且印表機因使用PostScript語言還要付費給Adobe公司，所以比較不普遍。不過PostScript語言可以用來放大、縮小文件，也可以保證在不同的環境中，會有相同的列印結果，可是專業印刷的唯一選擇。PCL則是HP（惠普公司）在1970年提出的一種印表機語言，因為免費授權給印表機廠商使用，因此成為PC印表機的主流語言。